# 末日崩塌
《加州大地震》（英語：San Andreas）為布拉德·佩顿执导的美國3D災難巨片，原始劇本由傑里米·帕斯莫爾和安德烈·法布里齊奧創作。巨石強森、卡拉·古奇諾、亞歷珊卓·達迪莉奧、艾恩·格拉法德、雅琪·潘嘉比以及保罗·吉亚玛提主演。美國和台湾于2015年5月29日、大陸于6月2日、香港和澳門于6月4日上映。

## 剧情
聲名狼藉的聖安德烈亞斯斷層終於崩塌之後，在加州引發了芮氏規模9.6級的大地震。擔任搜救員的直昇機駕駛員雷·蓋因斯（巨石強森 飾）與他失和的妻子艾瑪·蓋因斯（卡拉·古奇諾 飾）決定從洛杉磯往北飛向舊金山，一同搶救他們的小女兒布蕾克·蓋因斯（亞歷珊卓·達迪莉奧 飾）。 
然而，當他們以為早已度過最糟的情況時，危機四伏的驚險旅程其實才正要開始進行。

## 角色
| 演員                                 | 角色                             | 備註 |
| 巨石強森 Dwayne Johnson              | 雷蒙·蓋恩斯 Raymond "Ray" Gaines | 洛杉磯消防局搜救隊員，負責駕駛直升機，在經歷自己大女兒意外遇難後與家人疏離最後與老婆重修舊好。                                                                   |
| 卡拉·古奇諾 Carla Gugino             | 艾瑪·蓋恩斯 Emma Gaines          | 雷的妻子，與他處於分居狀態，後來認識了男友丹尼爾，而打算搬去與他住但因為拋下她的女兒和他分手和雷重修舊好。 巨石強森曾與卡拉·古奇諾合演過《超異能冒險》（2009年） |
| 亞歷珊卓·達迪莉奧 Alexandra Daddario | 布蕾克·蓋恩斯 Blake Gaines       | 雷的小女兒，父母分居後跟母親一起住，但還是希望父母能團圓在遇難後和父母團圓實現她的心願。最後患難見真情和班在一起。                                               |
| 伊恩·葛魯佛 Ioan Gruffudd            | 丹尼爾·瑞迪克 Daniel Riddick     | 大企業老闆，房地產商人，個性很膽小且沒有責任感，艾瑪的約會對象，自私自利拋下布雷克最後報應被貨櫃壓死。                                                           |
| 雅琪·潘嘉比 Archie Panjabi           | 塞瑞娜·強森 Serena Johnson       | 新聞記者，採訪了救援隊與地震預測團隊。 |
| 保羅·吉亞瑪提 Paul Giamatti          | 勞倫斯·海耶斯 Dr. Lawrence Hayes | 加州理工學院的地震學教授，擁有預測地震的儀器提前預警地震來臨救了大部分的居民。                                                                                   |
| 雨果·強斯頓伯特 Hugo Johnstone-Burt  | 班·泰勒 Ben Taylor               | 新人工程师，來自英國，到丹尼爾的公司面试時認識布蕾克。最後患難見真情和她在一起。                                                                                 |
| 亞特·帕金森 Art Parkinson            | 歐利·泰勒 Ollie Taylor           | 班的弟弟，性格较外向、活潑，喜歡撮合班與布蕾克在一起。有一本旅遊書幫助他們在地震後找路。看到布蕾克很美希望趕快20歲。和班說媽一定很喜歡布蕾克。                   |
| 李威尹 Will Yun Lee                  | 朴金教授 Dr. Kim Park            | 韓裔地震學家，勞倫斯的搭檔兼工作夥伴。為了救一個小女孩命喪地震。                                                                                                 |
| 凱莉·米洛 Kylie Minogue              | 蘇珊·瑞迪克 Susan Riddick        | 丹尼爾的姐姐，性格和弟弟一樣，講話十分白目刻薄。反對弟弟和艾瑪在一起。命喪地震。                                                                                 |

## 制作
2014年4月22日在澳洲开拍，同年7月27日在旧金山杀青。这是巨石强森与导演布拉德·佩顿的第三次合作。

## 反响

### 评价
烂番茄網站基於211位影評人持有48%的新鮮度，觀眾支持度為52%，平均得分5.2/10分。Metacritic上42家媒体综评43分，口碑一般。至於IMDb則給出了6.1的評價。CinemaScore所進行的民意調查顯示觀眾對於本片授予A-級的評價（最高A+，最低F）。一般认为视觉特效出色，一流，情节則較為老套，角色苍白。
IGN的馬克斯·尼科爾森為其打出了7.5分，並表示：“《末日崩塌》有著一些缺點，但值回票價的原因則需歸功於出色的視覺特效及巨石強森。”
m1905电影网影评：“如今这部《末日崩塌》，从剧情来说跟《2012》如出一辙，甚至人物关系设置也都非常相似，巨石强森的角色与约翰·库萨克的角色异曲同工，同样都是一个分裂的家庭，妻子跟着别人走了，唯独有个孩子成为两者的维系。而剧情进展中一个家庭从分裂到复合这样一个过程，与之而来的是男主角拯救世界、拯救人类的成长。……整体而言，电影中这个最为重要的父亲角色，除了一股浓烈的父爱之外，就没什么性格可言了，而且对其过于完美的书写，也让真实度、代入感低了很多。”

### 票房
北美方面，首周末收获5320万美元居冠，该成绩高于预期，也成为巨石强森领衔主演影片中开画成绩最高的。次周末以2644万位居第二。
中国大陆方面，首周6天收3.2亿人民币列榜首，次周收1.81亿次于《侏罗纪世界》列第二，最终累计6.3亿。
台灣方面，首週三天票房為新台幣7052萬元；次週票房累計至新台幣1.72億元；第三週票房累計至新台幣2.1億元；第四週票房累計至新台幣2.5億元；第五週票房累計至新台幣2.7億元；最終全台票房為新台幣2.75億元。
| 上一届： 《明日世界 (電影)》   | 2015年美國週末票房冠軍 第22週     | 下一届： 《麻辣賤諜》   |
| 上一届： 《麻辣賤諜》          | 2015年台灣週末票房冠軍 第22-23週  | 下一届： 《侏羅紀世界》 |
| 上一届： 《哆啦A梦：伴我同行》 | 2015年中國內地一周票房冠軍 第23週 | 下一届： 《侏羅紀世界》 |
| 上一届： 《瘋狂麥斯：憤怒道》  | 2015年韓國週末票房冠軍 第23週     | 下一届： 《侏羅紀世界》 |

### 其他
美國地質調查所專家在接受CNN記者採訪時，大贊電影特技非常好。但是也告知記者太誇張引他們發笑。他解釋聖安德列斯斷層本身的深度和長度不夠，因此發生地震的芮氏規模最大只有8.3，不會出現電影中的9.6。而且也保證胡佛水壩相當安全。舊金山和洛杉磯也不會被摧毀。